# الطبيب المجنون (فلم 1941)
الطبيب المجنون (بالإنجليزية: The Mad Doctor) فيلم أمريكي من إنتاج باراماونت بيكتشرز عام 1941 من إخراج تيم ويلان وتمثيل إلين درو وباسيل راثبون.

## روابط خارجية
- مقالات تستعمل روابط فنية بلا صلة مع ويكي بيانات